# 레그니차
레그니차(폴란드어:Legnica)는 폴란드 돌니실롱스크주의 중부에 있는 도시로 주에서 세 번째, 폴란드에서 38번째로 큰 도시다.

## 역사

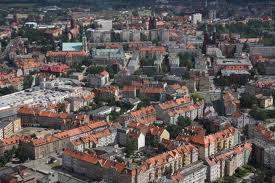

처음에는 Lignica라는 지명으로 레그니차의 역사가 시작됐다. 이 지역의 동게르만족이 남유럽으로 옮겨갔을 때 서슬라브족이 여기로 와서 자리를 잡았다. 그러고 나서 몇 세기 후, 레그니차는 공식적으로 1004년 처음 문헌상에 나왔다. 레그니차는 1241년 폴란드와 몽골제국이 벌였던 레그니차 전투로 유명해졌다. 그 후 보헤미아 왕국에 속하게 된 14세기의 레그니차는 인구 1만 6천명의 중앙유럽에서 중요한 도시가 됐다. 레그니차와 Złotoryja 사이에 있는 Kaczawa강에서 금이 발견되고 나서부터 레그니차는 급격히 성장했다. 이후에는 신성 로마 제국에 속하게 됐다. 1522년경 신교가 도입되며 주민들이 루터교를 믿게 되기도 했다. 1526년 모하치 전투 이후 레그니차는 합스부르크 군주국, 1676년 이후 레그니차는 브란덴부르크에 넘어갔다. 1742년 오스트리아 왕위 계승 전쟁 후에 레그니차를 포함한 실레지엔 지방에 넘겨졌다. 1816년 5월 1일 빈 회의에 따라 이뤄진 행정구역 개편에서 레그니차와 인근 지역은 실레지엔주에 속하게 됐다. 그 이후, 1871년에는 독일 제국의 영토가 됐다. 베르사유 조약에 따라 1919년에서 1938년까지 돌니실롱스크주, 1938년부터 1941년까지 슐레지엔주, 1941년부터 다시 돌니실롱스크주가 됐는데 2차 대전이 벌어졌던 이 시기에 레그니차는 비교적 덜 피해를 입었다. 2차 대전 이후에는 폴란드에 넘어갔고 1975년 6월 1일부터 1998년까지 레그니차주의 주도였다.

## 경제
서부에 구리 광산이 있으며 또한 2008년 레노보가 레그니차에서 공장 운영을 시작하고 나서는 경제특구로 지정됐다.